# 果化镇
果化镇，是中华人民共和国广西壮族自治区百色市平果市下辖的一个乡镇级行政单位。

## 行政区划
果化镇下辖以下地区：
果阳社区、果化村、六孔村、槐前村、那吉村、同社村、安马村、永定村、玻璃村、山营村、那龙村、布荣村、那荣村、布尧村、龙匠村、东孟村、龙色村、巴龙村和龙南村。